# Zuken
 (février 2015).
Si vous disposez d'ouvrages ou d'articles de référence ou si vous connaissez des sites web de qualité traitant du thème abordé ici, merci de compléter l'article en donnant les références utiles à sa vérifiabilité et en les liant à la section « Notes et références ».
Zuken Inc. (株式会社 図 研) est une société multinationale japonaise, spécialisée dans les logiciels et services de conseil pour l'ingénierie électronique et électrique.

## Ventes
Fondée en 1976, à Yokohama, au Japon, Zuken Inc est cotée à la bourse de Tokyo et, en 2011, ses ventes nettes s’élèvent à 216 millions de dollars.

## Solutions logicielles
Les solutions logicielles de Zuken sont principalement utilisés pour la conception électronique (cartes, multi-cartes, PCB) mais aussi pour la conception électrique, électrotechnique, pneumatique et hydraulique (câbles, harnais de câbles, faisceaux, armoires). L'entreprise propose aussi des solutions logicielles pour la gestion des données d’ingénierie électrique et électronique (e-PLM). 

## Marchés
Les principaux marchés de la société sont les secteurs du transport (tels que l’automobile, les véhicules spéciaux et le ferroviaire), la machinerie, le médical, l’énergie et le télécom. Elle est également présente dans les secteurs de l’aérospatial, du militaire et de la défense.

## Historique
En 1976, Zuken Inc. est fondée ; deux ans plus tard, en 1978, sort le logiciel "CREATE-2000" (CR-2000) pour PC (HP-1000 Platform).
En 1983, l’entreprise japonaise crée une branche aux États-Unis, Zuken America Inc. (aujourd’hui rebaptisée Zuken U.S. Inc.) En 1985, sort Logic Design Workstation pour plate-forme Unix. En 1988, l’entreprise publie le logiciel de CAO pour PCB "CR-3000", pour Unix.
En 1991 l’entreprise en introduite en bourse.
1992 voit la création de la filiale européenne Zuken Europe GmbH (en Allemagne), de Zuken Korea Inc. (en Corée du Sud à Séoul) et, à Singapour, de Zuken Singapore Pte. Ltd. L’année suivante, en 1993, une branche chinoise est établie à Pékin.
En 1994, l’entreprise fusionne avec Racal-Redac Ltd. et sort le logiciel de CAO pour PCB "CR-5000" (pour Unix et PC). La même année sort un système de gestion des données, "PDM-5000".
En 1996 est fondée Realvision Inc. En 2000, Zuken fusionne avec Incases Engineering GmbH. La même année, Zuken Tecnomatix Inc. est créée. En 2001 naît la filiale Zuken NetWave Inc. ; puis en 2002 est fondée Zuken Shanghai Technical Center Co.,Ltd. 
En 2005 est établie une filiale à Taïwan, la Zuken Taiwan Inc. 
En 2006, Zuken fait l’acquisition CIM-Team GmbH.